# Silverio Lanza
Juan Bautista Amorós y Vázquez de Figueroa (Madrid, 5 de noviembre de 1856-Getafe, 30 de abril de 1912), más conocido por su seudónimo Silverio Lanza, fue un escritor español.

## Biografía
Nació en Madrid el 5 de noviembre de 1856. Hijo de una familia acaudalada, ingresó en la Marina, abandonando muy pronto su profesión para dedicarse a la actividad de escritor, mientras realizaba frecuentes viajes a Madrid para ver a su familia y amigos. 
Asistió a la tertulia literaria del Café Madrid, a homenajes y conferencias, al Palacio de la Bolsa y viajaba a Barcelona, Valencia y a sus posesiones agrícolas en Bujalance. Criticó el caciquismo en Ni en la vida ni en la muerte y fue procesado. Para Rubén Darío fue «un cuentista muy original», con Segundo Serrano Poncela considerándolo años más tarde «un raro». Residió en Getafe desde 1887 hasta su muerte. Falleció el 30 de abril de 1912 en su domicilio getafense.
Su primera obra, El año triste (1880), originó un gran impacto en el ambiente literario y fue considerada como una de las publicaciones más importantes de ese año. Poseedor de un estilo muy moderno, de un insólito sentido del humor y de gran agudeza crítica, cultivó la novela naturalista en Mala cuna y mala fosa (1883), Ni en la vida ni en la muerte (1890), Artuña (1893) y La rendición de Santiago (1907). Otros título incluyen Cuentecitos sin importancia (1888), Cuentos políticos (1890), la novela autobiográfica Desde la quilla hasta el tope (1891) y Antropocultura. Quizá sea esta última la obra más importante de su producción y en la que mejor reflejó su pensamiento.
Sus obras suscitaron la admiración de los jóvenes escritores de la generación del 98, como Baroja, Azorín, Maeztu y, sobre todo, de Ramón Gómez de la Serna, quien editó sus obras en 1918. Como gesto de agradecimiento a los autores que le admiraban, escribió Cuentos para mis amigos (1892), relato corto que destaca por su comicidad.

## Obra

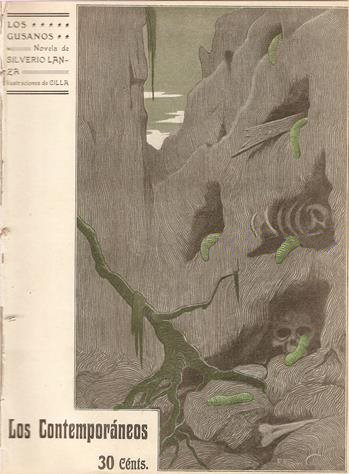
Los gusanos (1909)

### Novela
- Mala cuna y mala fosa, Madrid, 1883.
- Noticias biográficas acerca del Excmo. Sr. Marqués del Mantillo, Madrid, 1980 (Reed: Eds. Libertarias, Madrid, 1981).
- Ni en la vida ni en la muerte, Madrid, 1890 (Reed: Madrid, 1981).
- Desde la quilla hasta el tope, Madrid, 1891.
- Artuña, Madrid, 1893 (2 vols.).
- La rendición de Santiago, Madrid, 1907 (Reed. en Obra selecta, Alfaguara, Madrid, 1966).
- Los gusanos, Madrid, 1909.[b]
- Medicina rústica, Madrid 1918.

### Cuentos
- El año triste, Madrid, 1883.
- Cuentecitos sin importancia, Madrid, 1888.
- Cuentos políticos, Madrid, 1890.
- Para mis amigos, Madrid, 1892.
- Cuentos escogidos, Madrid, 1908.